# Markunderstödsflyg

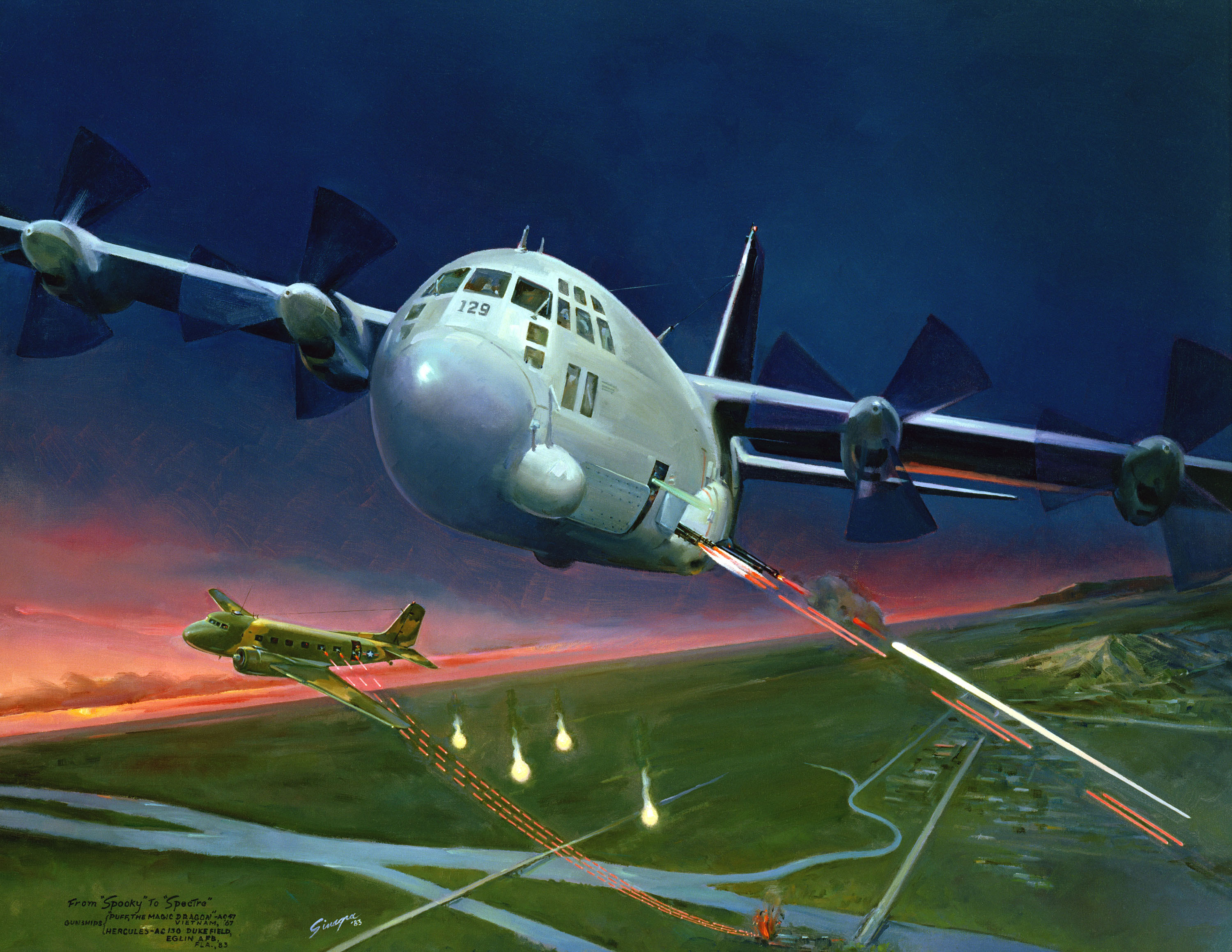
En målning föreställande två markunderstödsflygplan. En AC-130 (i förgrunden) och en äldre model Douglas AC-47 Spooky (i bakgrunden).

Markunderstödsflyg (engelska: gunship, ungefär "artilleriskepp") är en stridsroll given till stridsflygplan (då kallade markunderstödsflygplan) eller stridshelikoptrar (då kallade markunderstödshelikoptrar) som innebär att ge flygunderstöd till egna närliggande marktrupper eller utföra luftangrepp för att öppna upp fiendelinjerna till marktrupperna inför brohuvuden eller spjutspetsmanövrar.
Den engelska termen är ursprungligen talspråk och är egentligen ett bildligt begrepp för att hänvisa till en flygfarkost beväpnad för flygunderstöd och dylikt, såsom enklare beväpning i form av rörliga eller fasta automateldvapen och dum ammunition som attackraketer, jämte robotvapen och styrd ammunition som är mer passande för andra stridsuppdrag. Markunderstödsbeväpning kan dock bestå av lite allt möjligt beroende på situationen eller farkosten i sig.
Notera att termen markunderstödsflyg är en roll och ska inte förväxlas med termen flygunderstöd (engelska: close air support, CAS) som är själva uppdraget eller uppgiften.
Normalt utses attackflygplan och attackhelikoptrar som markunderstödsflyg, men det är ej heller ovanligt att rollen eller uppdraget även ges till andra typer av stridsflygplan eller stridshelikoptrar som har blivit bestyckade för ändamålet. Vissa farkoster är dock ändamålsbyggda som markunderstödsflygplan, såsom det ökända amerikanska stridsflygplanet AC-130, ett modifierat C-130 Hercules transportflygplan som har blivit beväpnat med flera olika typer av automatkanoner som avfyras från sidan av flygplanet och liknar i viss mån ett örlogsfartyg.

## Kända markunderstödsflygplan
- Douglas AC-47 Spooky
- AC-130
- Fairchild-Republic A-10 Thunderbolt II (attackflygplan i grunden)
- Suchoj Su-25 (attackflygplan i grunden)

## Kända markunderstödshelikoptrar
- Aérospatiale Alouette III (universalhelikopter i grunden)
- Bell AH-1 Cobra (attackhelikopter i grunden)
- Bell UH-1M (universalhelikopter i grunden)
- Mil Mi-24 (attackhelikopter i grunden)

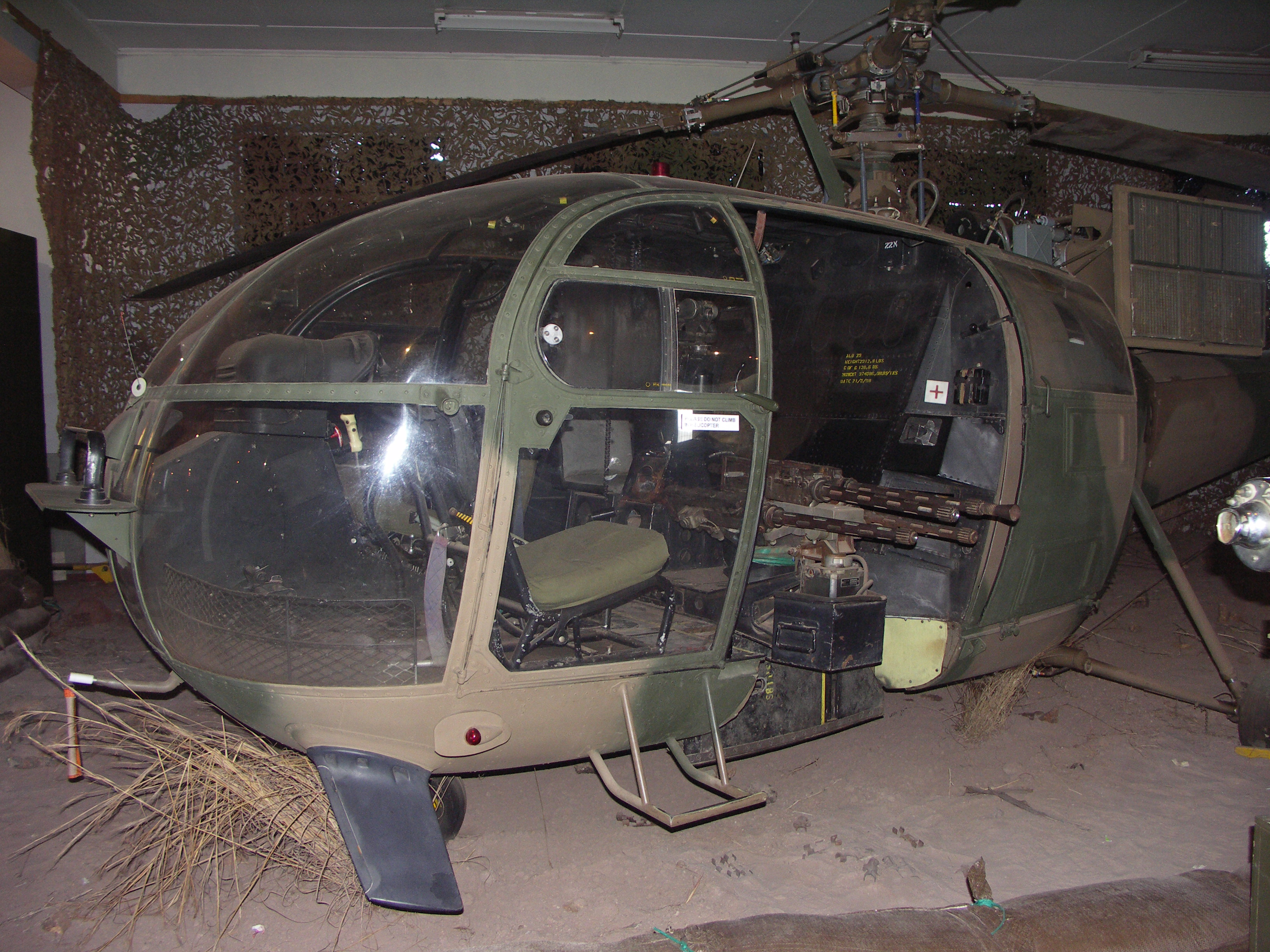
Sydafrikansk Alouette III markunderstödshelikopter med en ventralrörlig kvadrupel kulsprutepjäs.
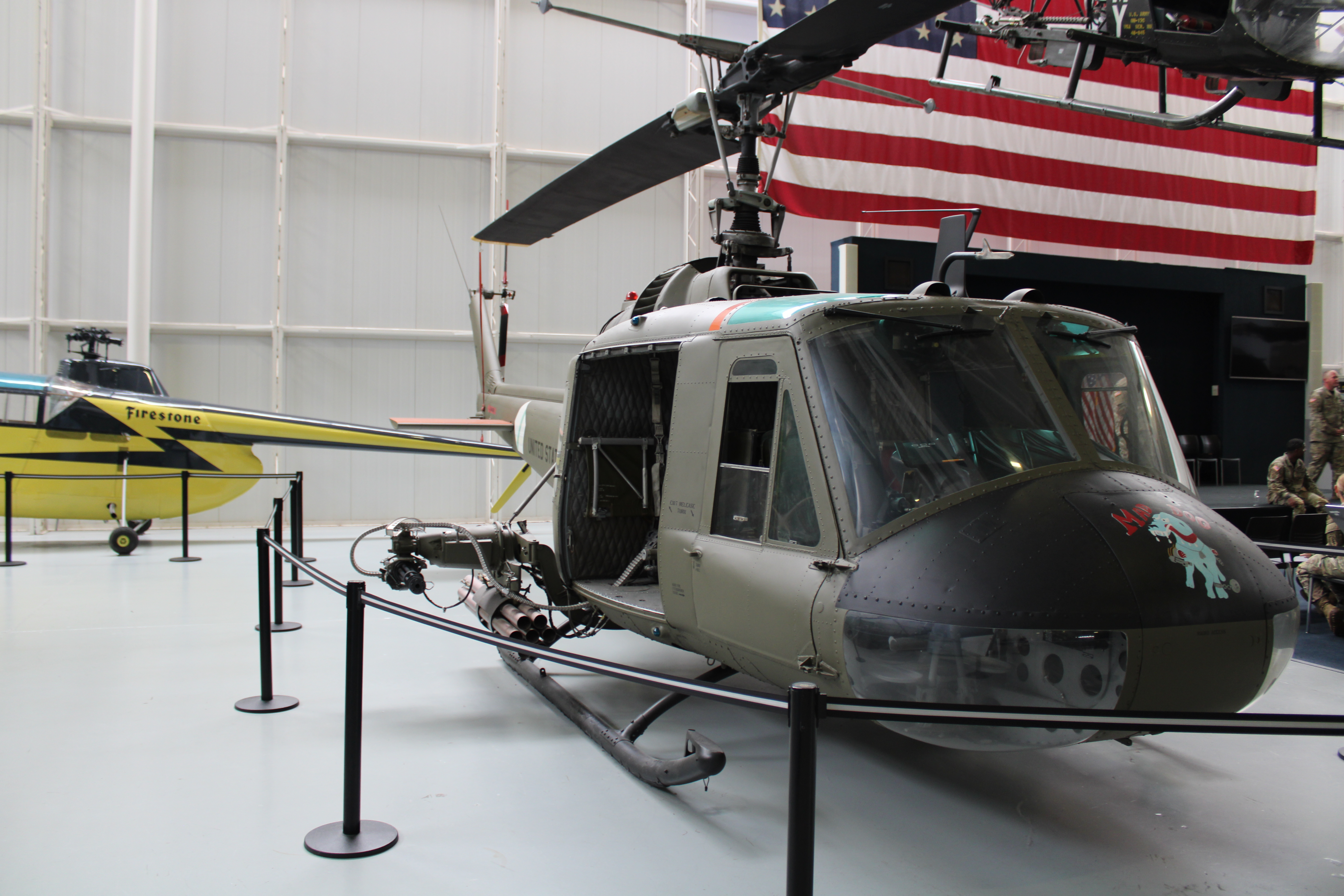
Amerikansk UH-1M "helicopter gunship" med ventral gatlingkulspruta och raketkapsel.
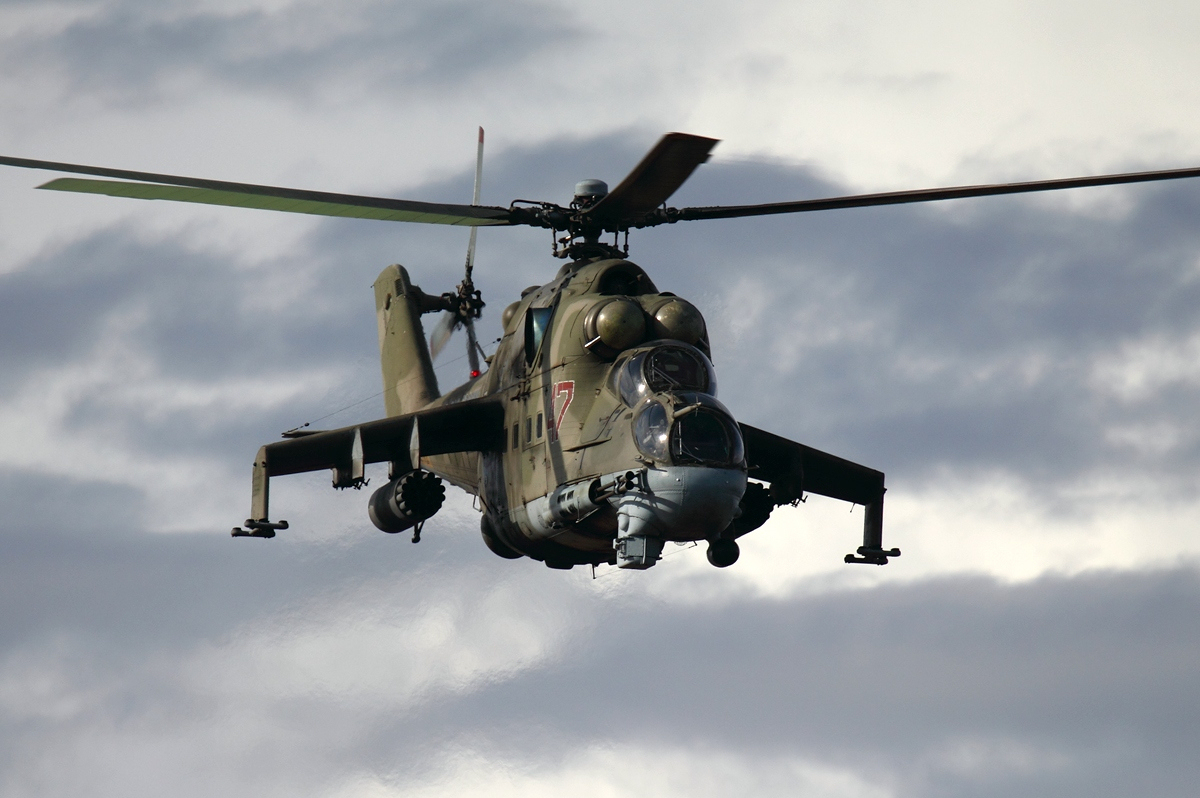
Sovjetisk Mi-24P "Krokodil" tung markunderstödshelikopter.